# Asplenium foreziense
Asplenium foreziense är en svartbräkenväxtart som beskrevs av Magnier. Asplenium foreziense ingår i släktet Asplenium och familjen Aspleniaceae. Inga underarter finns listade.